# Trello
TrelloはFog Creek Softwareが2011年に開発したウェブアプリケーションである。2014年に分社化し、2017年1月にアトラシアンに売却された。
他の事業部利益の助成を受けフリーミアムで運営している。基本無料であり2013年に商用有料サービスが開始した。

## 特徴
トヨタが1980年代に供給チェーン管理に活用したカンバン方式を模範とし、各プロジェクトは見た目が付箋で示されるタスクを掲示板に表示する形式である。タスクはドラッグ＆ドロップにより利用者に割当てられ、コメント・添付・投票・期日・チェックリスト機能を追加できる。
iPhone, Android、Windows 8に対応しているが 推奨環境はブラウザである。2013年3月12日にiPadアプリを配信し、 2014年11月21日にで無制限のタグ追加、名称変更、ラベル色変更機能が実装された。 
2015年に商用プラン向けにSlack、GitHub、Salesforceなどの外部サービス連携機能が実装され、2016年に、開発者向け外部連携プラットフォームが開設された。

## 用途
不動産、ソフトウェア計画、学校掲示板、授業計画、法律事務所案件などの管理分野にて個人や法人にて多様に活用されている。 

## 構造
開発元によると、MongoDB、Node.js、Backbone.jsで構築されている。